# Ribes tularense
Ribes tularense är en ripsväxtart som först beskrevs av Frederick Vernon Coville, och fick sitt nu gällande namn av Paul Carpenter Standley. Ribes tularense ingår i släktet ripsar, och familjen ripsväxter. Inga underarter finns listade i Catalogue of Life.